# 다타키

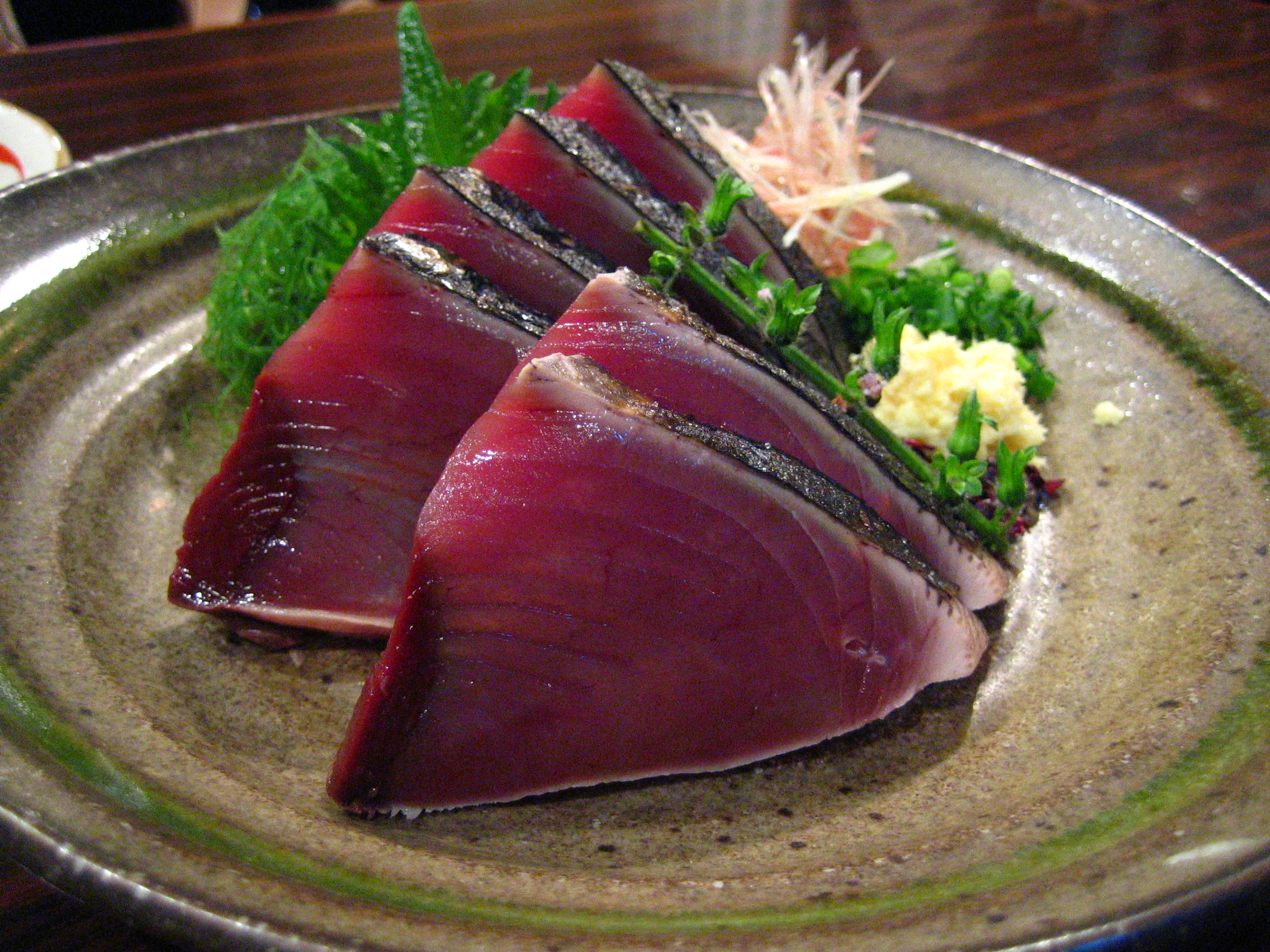
가다랑이 타타키

타타키(일본어: たたき)는 주로 물고기를 요리할 때의 일본의 조리법이다. 두드리기(잘게 다지기)와 겉만 굽기 등 두가지 조리법이 있다.